# Botanophila aurisquama
Botanophila aurisquama är en tvåvingeart som först beskrevs av Fritz Isidore van Emden 1941.  Botanophila aurisquama ingår i släktet Botanophila och familjen blomsterflugor. Inga underarter finns listade i Catalogue of Life.